# Ocnogyna armena
Ocnogyna armena là một loài bướm đêm thuộc phân họ Arctiinae, họ Erebidae.